# Пернишки меч
Пернишкият меч е средновековен двуостър железен меч, открит край Перник.
Намерен е по време на археологически разкопки в крепостта Кракра на 1 януари 1921 година. Съхранява се под инвентарен № 2044 в Националния археологически музей в София. Дължината му е 96 сантиметра, а ширината – 4,5 см.
Върху острието на меча стои следният надпис със сребърна инкрустация: +IHININIhVILPIDHINIhVILPN+. Дълго време надписът остава неразгадан окончателно, предложени са няколко версии за разчитането му.
Група от български учени (в състав доцент Зарко Здравков, доцент Емилия Денчева и доктор Росен Милев) представя през 2005 г. последния вариант, според който надписът на острието на меча гласи: „Аз не очаквам вечността, аз съм вечност“. Доцент Емилия Денчева представя същата година разкодирания надпис като IH INI NI hVIL PIDH, INI hVIL PN със същото значение.